# 硕集镇
硕集镇是中国江苏省盐城市阜宁县下辖的一个镇。

## 行政区划
硕集镇下辖以下行政区：
硕集居委会、阳光村、阳河村、双桥村、计桥村、张单村、东崔村、何桥村